# دویل‌من
دویل‌من (ژاپنی: デビルマン هپبورن: Debiruman) یک مجموعه مانگای ژاپنی است که توسط گو ناگای نوشته و تصویرگری شده است. این مانگا دربارهٔ دانش‌آموزی دبیرستانی به نام آکیرا فودو است که با کمک دوستش، ریو آسوکا، قدرت‌های شیطانی به نام «آمون» را جذب می‌کند تا با موجودات شیطانی که در جامعهٔ انسانی پنهان شده‌اند، مبارزه کند و خود را «دویل‌من» می‌نامد. در اصل استودیوی توئی انیمیشن، به ناگای سفارش داده بود که نسخهٔ انیمه‌ای ملایم‌تری از مانگای قبلی خود، دیمن لرد دانته، بسازد؛ با این حال، ناگای مانگایی تاریک‌تر نوشت تا به‌وسیلهٔ آن، خوانندگان را از خطرات جنگ آگاه کند. در این مانگا با هر یک از چالش‌های آکیرا، روایت تاریک‌تر می‌شود.
توئی انیمیشن مجموعه انیمه ۳۹ قسمتی دویل‌من را در سال ۱۹۷۲ ساخت. ناگای نوشتن مانگای دویل‌من را در هفته‌نامهٔ شونن کودانشا، تنها یک ماه پیش از شروع انیمه، آغاز کرده بود. این مانگا از ژوئن ۱۹۷۲ تا ژوئن ۱۹۷۳ منتشر شد. ناشران متعددی آن را به‌صورت تانکوبون منتشر می‌کردند. سون سیز انترتینمنت ترجمهٔ انگلیسی مانگای اصلی را در دو جلد در سال ۲۰۱۸ منتشر کرد. از دویل‌من تاکنون اووی‌ای‌ها، مانگاها، رمان‌ها و فیلم‌های متعددی ساخته شده است و همچنین ناگای مجموعهٔ دویل لیدی را به‌عنوان دنبالهٔ آن نوشته است. دویل‌من و دیگر شخصیت‌های این مجموعه، بارها در آثار دیگر گو ناگای حضور تک‌جلوه داشته‌اند. برای نمونه، در انیمهٔ سینمایی مازینگر زد در برابر دویل‌من که در سال ۱۹۷۳ توسط توموهارو کاتسوماتا ساخته شد، دویل‌من با رباتی به نام مازینگر زد — شخصیتی خلق‌شده توسط گو ناگای — متحد می‌شود تا با دکتر هل مبارزه کند. در سال ۲۰۱۸، بازخلقی از این مجموعه به نام دویل‌من کرای‌بیبی به کارگردانی ماساکی یواسا ساخته شد که نسخه‌ای متفاوت و مدرن‌تر از مانگا را نشان می‌دهد.
این مانگا ۵۰ میلیون نسخه در سراسر جهان فروخته و به یکی از پرفروش‌ترین مجموعه‌های مانگا تبدیل شده است. با وجود اینکه در مورد جذابیت طراحی مانگای دویل‌من اختلاف نظر وجود دارد، منتقدان عمدتاً به دلیل خشونت‌آمیز بودن این مانگا، برداشت تاریک‌تری را که ناگای از تروپ‌های ابرقهرمانی داشته است، تحسین کردند. درون‌مایه و مضامین دویل‌من و طراحی شخصیت آکیرا، الهام‌بخش بسیاری از مجموعه‌های دیگر مانند نئون جنسیس اونگلیون و اکس بوده است.

## واژه‌نامه
1. ↑  Akira Fudo
2. ↑  Ryo Asuka
3. ↑  Amon
4. ↑  Mazinger Z

## برای مطالعهٔ بیشتر
- Silverman, Rebecca (June 23, 2018). "Devilman: The Classic Collection GN 1 - Review". Anime News Network.